# Транскраниальная магнитная стимуляция

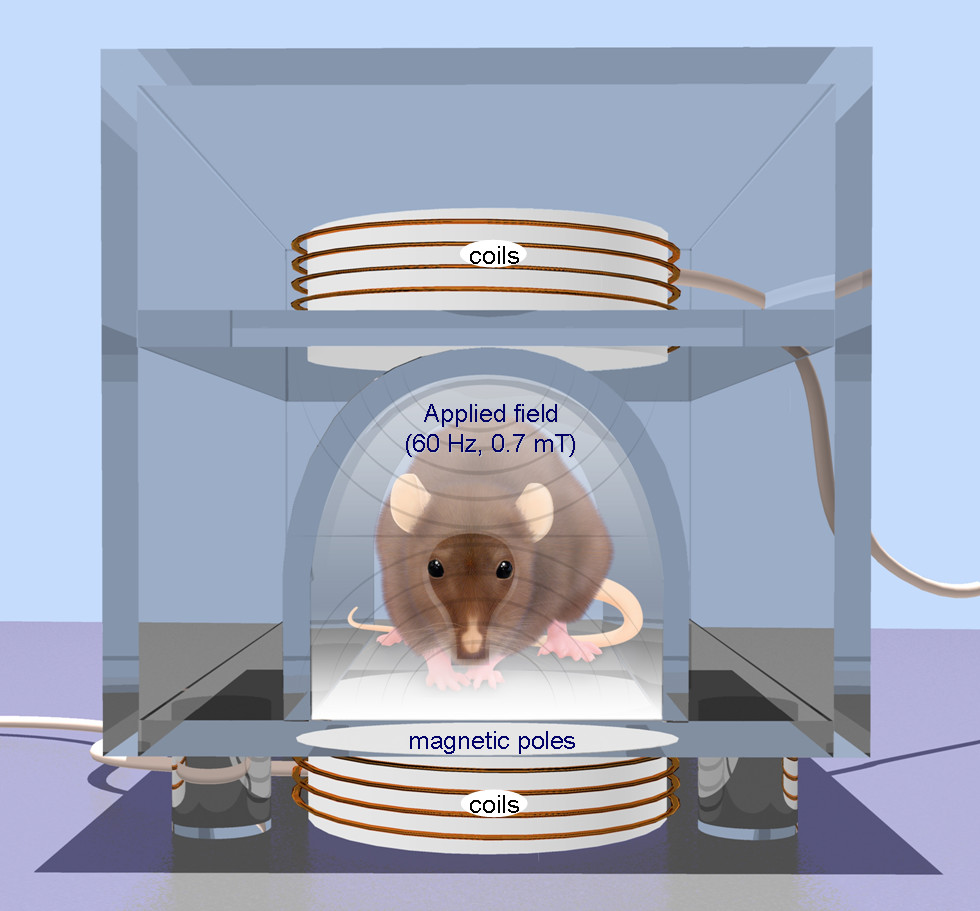
rTMS-установка для исследования на грызунах.

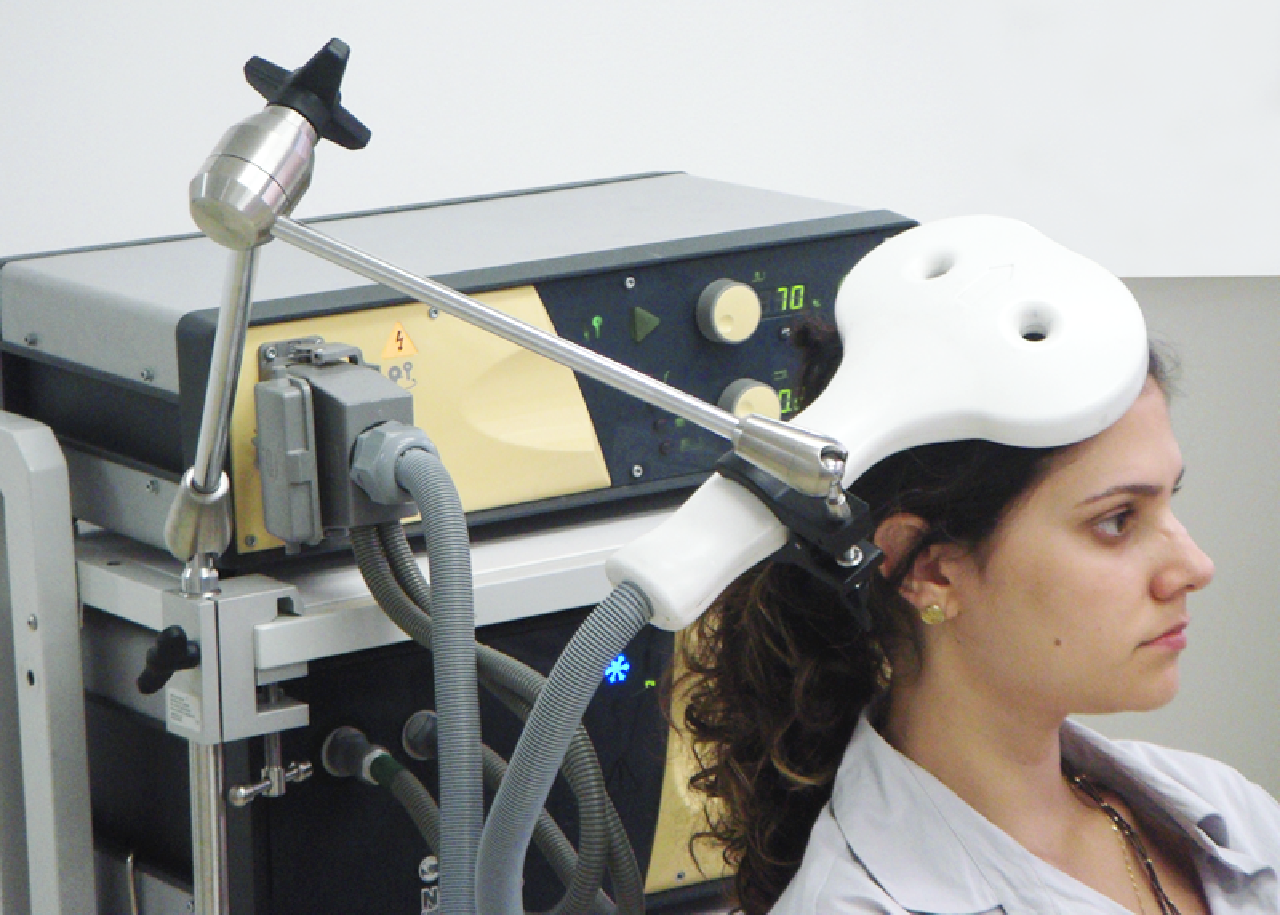
ТМС установка для человека

Транскраниа́льная магни́тная стимуля́ция (ТМС, англ. Transcranial magnetic stimulation, TMS) — метод, позволяющий неинвазивно стимулировать кору головного мозга при помощи коротких магнитных импульсов. Также как и транскраниальная электрическая стимуляция (ТЭС), ТМС иногда сопряжена с болевыми ощущениями и поэтому должна применяться с осторожностью.

## Общее описание
Исследование ингибиторных процессов мозга при помощи ТМС является возможным благодаря способности ТМС возбуждать ингибиторные нейроны коры. Существует несколько методов регистрации ингибиторных ответов при помощи ТМС. Первый, методологически наиболее простой способ заключается в измерении продолжительности подавления спонтанной мышечной активности после предъявления магнитного стимула (возбуждение электромагнитной индукцией). Этот метод получил название «Кортикальный тихий период» (Cortical Silent Period) и позволяет произвести оценку длинно-латентной корковой ингибиции (GABA-B). Данный вид ингибиторной функции наиболее чувствителен к нарушениям активности базальных ганглиев (например, при экстрапирамидальных расстройствах, дистонии, болезни Паркинсона и других поражениях базальных структур) и поэтому его изменение может служить вспомогательным показателем при диагностике заболеваний базальных ганглиев. Недостатком данного метода является то, что продолжительность подавления мышечной активности в ответ на ТМС зависит не только от выраженности ингибиторной активности коры, но и от интенсивности ТМС. При увеличении интенсивности электромагнитного раздражения, кортикальный тихий период удлиняется и может прерываться коротким всплеском мышечной активности (то есть разделяться на две составляющие). Это затрудняет оценку индивидуального уровня GABA-B ингибиции и диагностику её нарушений.
Другим подходом к изучению возбудимости коры головного мозга является метод парной магнитной стимуляции (Paired-pulse TMS). Он основан на измерении амплитуды моторного вызванного потенциала при предъявлении двух магнитных стимулов разной интенсивности и на различных межстимульных интервалах (МСИ). Интенсивность первого стимула устанавливается ниже моторного порога, то есть первый стимул в отдельности не вызывает никаких моторных ответов. Интенсивность второго стимула выбирается так, чтобы он при единичной стимуляции вызывал моторный потенциал амплитудой 0.8-1 милливольта. При парной стимуляции на межстимульных интервалах от 1 до 6 миллисекунд, происходит снижение амплитуды моторного вызванного потенциала и степень этого снижения отражает уровень коротко-латентной ингибиции (GABA-A).

## Принцип действия
При стимуляции моторной зоны коры головного мозга ТМС вызывает сокращение соответствующих периферических мышц согласно их топографическому представительству в коре. Так например, при использовании фокальной восьми-образной электромагнитной катушки наиболее оптимальным местом стимуляции для получения моторных ответов из дистальных мышц нижних конечностей является вертекс, а для стимуляции моторной зоны кисти необходимо переместить катушку от вертекса латерально на 5-7 см. Моторные ответы вызываемые ТМС (Моторные вызванные потенциалы (МВП), Motor Evoked Potentials (MEPs)) можно зарегистрировать используя метод электромиографии при помощи электродов прикрепляемых на кожу в области той мышцы (или мышц), которая принимает участие в моторной реакции на ТМС. Регистрация МВП применяется для измерения центрального времени проведения по моторным проводящим путям (Central motor conduction time, CMCT) и исследования кортико-спинальной возбудимости (Cortico-spinal excitability).
Важно отметить, что ТМС возбуждает центральные моторные проводящие пути (пирамидный тракт) не прямым способом, как это делает ТЭС, а посредством активации интернейронов с последующей синаптической передачей возбуждения на пирамидные нейроны. Поэтому любые нарушения синаптической функции приводят к снижению амплитуды и удлинению латентности МВП. С другой стороны, высокая чувствительность МВП к изменениям синаптической активности, позволяет производить оценку возбудимости моторной системы головного мозга (cortical excitability), включая её возбуждающие (экситаторные) и тормозные (ингибиторные) компоненты.

## История
Использование переменного магнитного поля для стимуляции нейронных структур основывается на концепции Майкла Фарадея об электромагнитной индукции (1831). Жак Арсен д’Арсонваль в 1896 году впервые применил магнитное поле на людях и смог индуцировать фосфены — зрительные ощущения, возникающие у человека без воздействия света на глаза.
Возможность использования магнитной стимуляции (стимуляция через электромагнитную индукцию) в психиатрии была открыта, как и многие другие виды лечения, практически случайно. В 1902 году A. Pollacsek и B. Beer, два ровесника Фрейда, запатентовали в Вене метод лечения «депрессий и неврозов» с помощью электромагнитного прибора. Вероятно, они полагали, что электромагнит способен оказать благоприятное воздействие путём механического сдвига головного мозга. Гипотеза о том, что стимуляция может индуцировать ток в нервных волокнах, не выдвигалась. Beer, располагая соленоид над головой, также индуцировал эффект фосфенеза.
Новый период исследования магнитной стимуляции начался в 1985 году, когда A. Barker et al. (Великобритания) впервые экспериментально продемонстрировали возможность мышечного сокращения, вызванного неинвазивным воздействием на центральную нервную систему переменного магнитного поля. Применение неинвазивной стимуляции моторной зоны коры головного мозга позволило использовать метод ТМС в диагностике демиелинизирующих неврологических заболеваний (например, рассеянного склероза) путём тестирования функционального состояния проводящих путей и целостности связей между моторной зоной и другими отделами нервной системы, имеющими отношение к двигательным путям.
В 1987 году R. Bickford и M. Guidi впервые описали кратковременное улучшение настроения у нескольких здоровых добровольцев после воздействия на моторные зоны коры головного мозга одиночными стимулами при ТМС. Это положило начало научным исследованиям по влиянию деполяризующих магнитных полей у пациентов с разными неврологическими и психическими заболеваниями. Вскоре были проведены исследования влияния ТМС на пациентов, находящихся в состоянии глубокой депрессии.
Параллельно, команда учёных под руководством профессора A. Pascual-Leone исследовала возможность применения ТМС для лечения пациентов с болезнью Паркинсона. Было показано, что под воздействием переменного магнитного поля у больных наблюдалось увеличение ВМО и скорости реакции, то есть уменьшалась акинезия. У двух пациентов, страдающих депрессией при болезни Паркинсона, также было отмечено улучшение настроения после проведения стимуляции. Полученные результаты были опубликованы на два года позже, в 1994-м. Более поздние данные мета-анализа испытаний 2019 года по лечению сопутствующей депрессии при болезни Паркинсона с помощью магнитной стимуляции показывают, что эффект ТМС не отличается от плацебо.
После 1994 года интерес медиков и ученых к ТМС возрос и последовала серия исследований с использованием животных и проведение клинических испытаний на человеке. Первое контролируемое исследование по лечению депрессии было проведено M. George и E. Wassermann в 1995 году. В 2008 году Федеральным управлением США по контролю качества продуктов питания и лекарственных препаратов (FDA) было временно разрешено использование магнитных стимуляторов компании Neuronetics для лечения депрессии, и разрешили они это на основании исследования опубликованного в журнале «Биологическая психиатрия». Позже в 2010 году FDA отозвало разрешение на этот тип лечения, так как в 2010 в этом же журнале «Биологическая психиатрия» вышла статья-опровержение, рассказывающая о статистической незначимости результатов при детальном рассмотрении данных исследования 2007 года, а также о высокой вероятности нарушений при проведении того исследования, о чем говорили некоторые данные экспериментов..
Ранний систематический обзор 2003 года показывал, что для надежных выводов об эффективности данного метода лечения при обсессивно-компульсивном расстройстве данных недостаточно. В 2018 году Федеральным управлением США по контролю качества продуктов питания и лекарственных препаратов (FDA) ТМС (транскраниальная магнитная стимуляция) была одобрена как метод терапии взрослых пациентов с обсессивно-компульсивным расстройством, у которых фармакологическое лечение последнего обострения антидепрессантами в адекватных дозах не имело должного эффекта. Подобные разрешения на применение методики обычно даются для конкретной модели прибора (например, в данном случае для «Brainsway» компании «Brainsway Ltd.»).
Систематический обзор по лечению эпилепсии с помощью магнитной стимуляции показывает низкое качество исследований и головные боли у пациентов после процедур.
Систематический обзор лечения магнитной стимуляцией пациентов с травмой спинного мозга показывает низкое качество проведенных исследований, по ним нельзя сделать надежных выводов

## Клиническое применение
Транскраниальная магнитная стимуляция может ограниченно применяться в психиатрии, неврологии, эпилептологии для
экспериментального лечения депрессии, болезни Паркинсона, эпилепсии, слуховых галлюцинаций при шизофрении, обсессивно-компульсивного расстройства, амиотрофического латерального склероза, восстановления после травмы спинного мозга, для реабилитации после инсульта, для профилактики инсульта у детей с серповидноклеточной анемией, облегчения симптомов при болезни двигательного нейрона, для коррекции расстройств вкуса. Но данных клинических исследований пока не достаточно для окончательных выводов об эффективности ТМС при этих заболеваниях.

### Применение ТМС в Российской Федерации
Согласно приказу Минздрава России от 29 декабря 2012 г. № 1705н «О порядке организации медицинской реабилитации» аппараты для транскраниальной магнитной стимуляции входят в «Стандарт оснащения стационарного отделения медицинской реабилитации пациентов с нарушением функции центральной нервной системы». Также ТМС входит в «Стандарт специализированной медицинской помощи при новообразованиях гипофиза», «Стандарт специализированной медицинской помощи при болезни Альцгеймера» и «Стандарт первичной медико-санитарной помощи детям при задержке полового развития».
Первая клиника в России, применившая ТМС, была «Клиника восстановительной неврологии» под руководством профессора Гимранова Р. Ф.

## Побочные эффекты и безопасность
Полученные к настоящему времени знания позволяют информировать пациента о возможных незначительных нежелательных эффектах и о том, как с ними справляться. Самым распространённым вопросом перед проведением рТМС, так же как и диагностической ТМС, является вероятность развития судорожного припадка и головной боли. В исключительных случаях, когда это происходит (а вернее, когда имеется вероятность развития приступа), важно понимать, что произошло, какие параметры стимуляции требуется изменить при проведении лечения для снижения рисков нежелательных эффектов, как действовать в случае развития приступа.

### Побочные эффекты
Побочные эффекты могут быть разделены на три основные группы: системные (соматические), психиатрические и неврологические. Соматические и неврологические побочные эффекты вызывают у пациента больше всего вопросов и требуют особого внимания.
1. Системные побочные эффекты:
  - желудочно-кишечный тракт: тошнота;
  - сердечно-сосудистая система: теоретический риск провокации аритмии при расположении индуктора и стимуляции над областью сердца;
  - скелетная мускулатура: боль, сокращение мышц, артралгия;
  - кожные покровы: эритема.
2. Психиатрические побочные эффекты:
  - тревога;
  - острая дисфория, плаксивость;
  - приступы немотивированного смеха (при временном исчезновении речи в ответ на стимуляцию зоны Брока в исследованиях центра речи);
  - суицидальные мысли;
  - мания/гипомания[21]:195;
  - психотические симптомы[21]:195.
3. Неврологические побочные эффекты:
  - Болевые ощущения в мышцах свода черепа и зоне иннервации поверхностных нервов (тройничного нерва), тики лица (результат активации ветвей лицевого нерва). В этих случаях рекомендуется остановить сеанс, изменить расположение индуктора над головой (например, повернуть и сдвинуть его центральнее над левым полушарием) и уменьшить интенсивность используемого стимула с учетом ПМО.
  - Головная боль[21]:195, ощущение дискомфорта и локальная боль. В этих случаях могут помочь простые анальгетики (в исключительных случаях), изменение расположения индуктора над головой и снижение интенсивности (% от ПМО).
  - Утомляемость и усталость.
  - Головокружение[21]:195.
  - Обмороки[21]:195.
  - Когнитивные нарушения. Могут наблюдаться кратковременные как позитивные, так и негативные эффекты. Большинство из них не приводит к каким-либо изменениям.
  - Потеря слуха. Описаны случаи увеличения слухового порога (кратковременная потеря слуха у людей и продолжительная у животных при использовании стандартных индукторов). Пациент и врач, проводящий обследование, должны использовать ушные вкладыши (беруши). Пациенты с жалобами на ухудшение слуха или звон в ушах, ассоциированными с ТМС, должны быть направлены на аудиометрическое обследование. В отношении пациентов, у которых в анамнезе имеются шум в ушах, снижение слуха, и тех, кто проходит одновременное лечение ототоксичными медикаментами, решение о проведении ТМС необходимо принимать с учётом соотношения риска возможных осложнений и ожидаемой пользы.
  - Офтальмологические осложнения. Описан случай отслоения сетчатки и расслоения стекловидного тела при проведении ТМС[22].
4. Цитотоксичность.
5. Индуцирование случайных судорожных приступов.

### Противопоказания
Однозначным противопоказанием для проведения диагностической и лечебной ТМС является наличие у пациента любых металлических медицинских устройств и инородных тел, особенно в голове.
ТМС используется в обследовании детей с учётом возрастных особенностей, связанных со зрелостью кортикоспинального тракта. В начале попыток применения ТМС в практику считалось, что беременность является прямым противопоказанием к её проведению. В последние годы появились сообщения о возможности применения рТМС (и ЭСТ) в терапии депрессии у беременных женщин без каких-либо отрицательных эффектов у пациентки и последствий для плода. При обследовании беременных женщин зона действия магнитного поля не достигает плода. Кроме того, уже известны случаи успешного проведения магнитной стимуляции у беременных женщин. До публикации окончательных результатов контролируемых исследований рекомендуется в каждом случае индивидуально подходить к использованию ТМС с диагностической и лечебной целью у беременных и детей и проводить обследование и лечение в условиях стационаров и специализированных лабораторий под контролем специалистов.
1. Противопоказания, связанные с прямым действием электромагнитного поля:
  - Наличие внутричерепных металлических имплантатов.
  - Наличие имплантированного кардиостимулятора (теоретический риск, поскольку зона действия магнитного поля обычно не достигает зоны, где расположен стимулятор или идущие от него провода и электроды).
  - Наличие имплантированных помп, насосов (при условии их расположения в непосредственной близости от индуктора магнитного поля).
  - Наличие слуховых аппаратов и кохлеарных имплантатов.
  - Наличие имплантированных приборов для глубокой стимуляции мозга (DBS), так как электромагнитная индукция оказывает влияние на кабели, находящиеся в мозге, меняя их функциональное воздействие на ткани-мишени.
2. Противопоказания, относящиеся к повышенному риску индуцирования судорожных приступов:
  - Наличие у пациента очаговых изменений или энцефалопатии (опухолей, ишемии, кровотечения, менингита, энцефалита), ассоциированных с наличием эпилептогенного очага.
  - Сопутствующее медикаментозное лечение препаратами, влияющими на возбудимость коры головного мозга (некоторые антидепрессанты, стимуляторы нервной системы и антипсихотические препараты).
  - Tравма головы с потерей сознания более чем на 15 секунд в анамнезе.
  - Нейрохирургические вмешательства на головном мозге в анамнезе.
  - Эпилепсия или эпилептические приступы в анамнезе.
  - Злоупотребление алкоголем или наркотиками с последующим резким прекращением их потребления.
  - Случаи эпилепсии в семье пациента.
  - Ситуации, при которых конвульсии могут стать причиной серьезных осложнений с потенциальными последствиями (например, сердечно-сосудистая декомпенсация или повышенное внутричерепное давление).

## Устройство и работа магнитного стимулятора

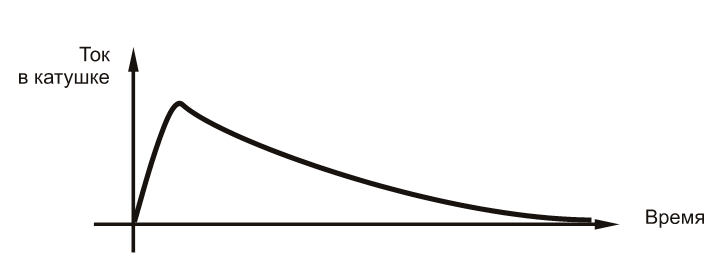
Монофазный стимул

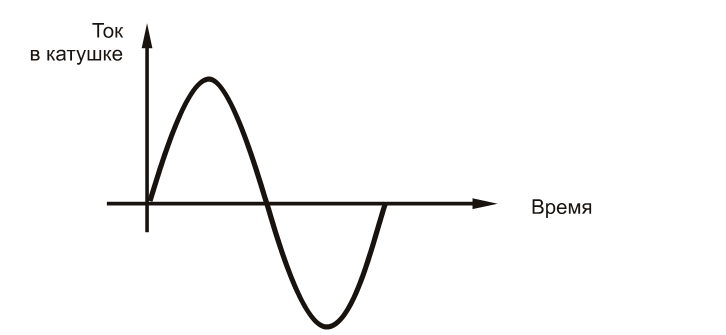
Бифазный стимул

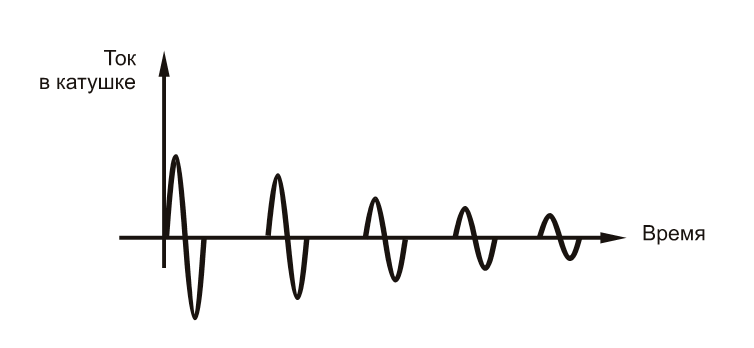
Burst-стимул

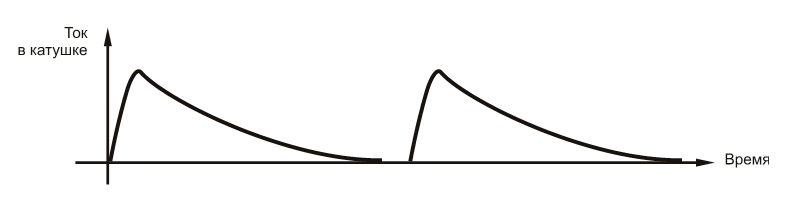
Парный монофазный стимул

Принцип действия стимулятора основан на разряде конденсатора высокого напряжения и большой силы тока на стимуляционную катушку из медного провода (т. н. «индуктор», или «койл») в момент замыкания высоковольтного ключа. В этот момент в индукторе возникает импульсное магнитное поле (до 4 Тесла), которое индуцирует в близко расположенных тканях тела пациента ток, вызывающий нервный импульс.
Максимально достижимая интенсивность магнитного поля зависит от частоты стимуляции и уменьшается с её увеличением. Эта зависимость обусловлена ограниченной способностью схемы заряда конденсатора зарядить конденсатор до требуемого напряжения в паузу между стимулами.
Протекание тока через катушку индуктора вызывает её нагрев. Чем выше мощность стимула и частота стимуляции, тем быстрее происходит нагрев рабочей поверхности индуктора, которая при непосредственном контакте с пациентом может вызвать гиперемию или ожог. Использование индукторов с принудительным охлаждением позволяет увеличить время непрерывной работы без перегрева.

### Типы стимулов
- Монофазный стимул — стимул, при котором ток в катушке индуктора протекает в одном направлении, нарастая по синусоидальному закону и спадая по экспоненте.
- Бифазный стимул — стимул, при котором форма тока в катушке индуктора характеризуется одним периодом затухающей синусоиды.
- Бифазный burst стимул — бифазная стимуляция, в которой вместо одиночного импульса выдается серия бифазных стимулов с высокой частотой (до 100 Гц) и убывающей амплитудой.
- Парный монофазный стимул — два стимула с заданным межстимульным интервалом и амплитудой, задаваемой независимо для каждого стимула.

### Выбор типа индукторов
При выборе того или иного индуктора учитываются генерируемая им пиковая мощность магнитного поля и, соответственно, пиковая мощность электрического поля, а также форма и размер катушки.

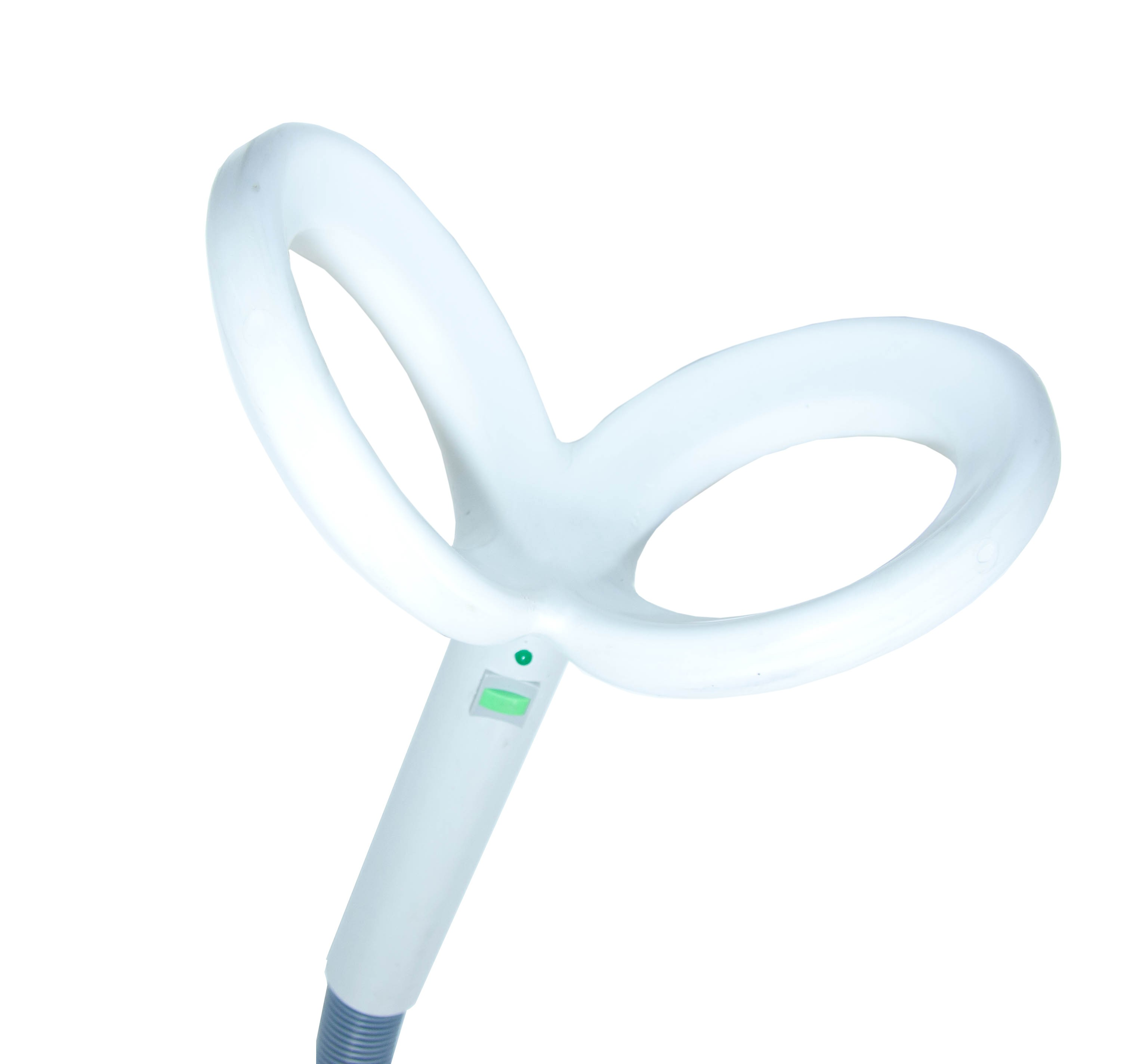
Двойной угловой индуктор

Особенности генерируемого магнитного поля в большей степени зависят от конструкции катушки индуктора. Наиболее распространенными индукторами являются кольцевой, двойной и двойной угловой.
В кольцевых индукторах область максимальной магнитной индукции расположена у внутреннего края катушки (ребра внутренней окружности). В двойных и двойных угловых индукторах максимум плотности магнитного поля приходится на центр индуктора (область, где соприкасаются оба «крыла»), что позволяет получать хорошо сфокусированное, но относительно слабое импульсное магнитное поле.
Глубина проникновения магнитного поля прямо пропорциональна диаметру используемой катушки и силе тока, протекающего через неё. Малые по размеру индукторы создают высокую индукцию магнитного поля у поверхности кожи и поэтому, как и двойные индукторы, хороши для воздействия на поверхностные структуры. Большие кольцевые катушки создают глубоко проникающие поля, но их воздействие слабо фокусировано.